# Райма (област)
Райма е една от 19-те области на Йемен. Площта ѝ е 1900 км², а населението ѝ е 488 400 жители (по оценка от 2012 г.). Разделена е на 6 окръга. Разположена е в часова зона UTC+3. Официален език е арабският.